# Ogródki
Ogródki (niem. Baumgarten) – wieś w Polsce położona w województwie warmińsko-mazurskim, w powiecie kętrzyńskim, w gminie Barciany.

## Historia
Wieś powstała w 1378 dzięki utworzeniu czterech służb rycerskich, po 10 włók każda, przez wielkiego mistrza krzyżackiego Winricha von Kniprode. W 1710 wieś nawiedziła epidemia dżumy, w wyniku której wymarła większość mieszkańców. Dzierżawcami wsi Ogródki była ariańska rodzina Arciszewskich (Tobiasz i Samuel), rodzina ta dzierżawiła też wieś Ogródek w gminie Orzysz (potomkowie Arciszewskich mieszkali na Mazurach do XIX w.). W Ogródkach funkcjonowała szkoła ariańska, w której uczono czytania i pisania z wykorzystaniem katechizmu wydrukowanego w Rakowie. W Ogródkach był wiatrak, który obok wiatraku w Starej Różance należał do najstarszych na terenie powiatu kętrzyńskiego. Szkoła powszechna w tej miejscowości powstała w roku 1808, jeszcze w 1939 uczono tu tylko w jednej klasie. Po 1945 r. utworzono ośmioklasową Szkołę Podstawową w Ogródkach, zlikwidowaną pod koniec lat 70. Obecnie dzieci z Ogródek korzystają z nauki w Barcianach.
W 1913 właścicielem majątku o powierzchni 658 ha był von Groddeck. Przed 1945 we wsi obok majątku ziemskiego żyło prawie 40 rolników. Obecna nazwa została administracyjnie zatwierdzona 12 listopada 1946.
W latach 1954–1957 wieś należała i była siedzibą władz gromady Ogródki, po jej zniesieniu w gromadzie Barciany. W latach 1975–1998 miejscowość administracyjnie należała do województwa olsztyńskiego.